# Harmogenanina detecta
Espèce
Statut de conservation UICN

 DD  : Données insuffisantes
Harmogenanina detecta est une espèce de mollusque gastéropode terrestre de la famille des hélicarionidés. Elle constitue un représentant de la faune endémique de La Réunion, La Réunion étant une île française de l'océan Indien.